# ماونتین ویرهاوس

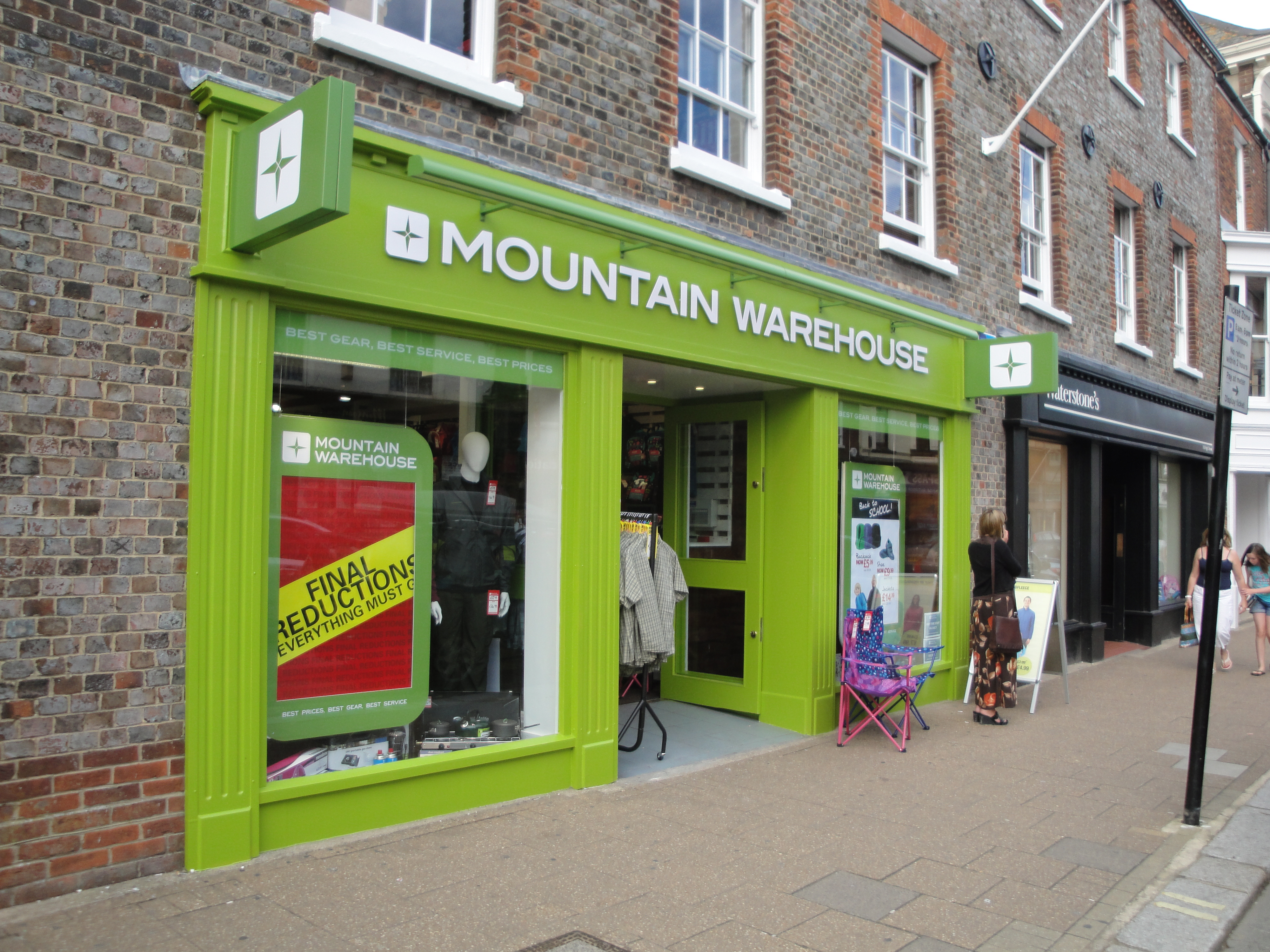
یکی از شعبه‌های ماونتین ویرهاوس در لندن

ماونتین ویرهاوس (انگلیسی: Mountain Warehouse) شرکت خرده‌فروشی بریتانیایی است، که در سال ۱۹۹۷ تأسیس شد.